# Isboseth Petersen
Isboseth Jakob Peter Jens Petersen (* 31. Dezember 1929 in Paamiut; † unbekannt) war ein grönländischer Landesrat.

## Leben
Isboseth Petersen war der Sohn des Fischers Ludvig Pavia Boas Petersen (1898–?) und seiner Frau Kristiane Julie Ane Terkilsen (1903–?). Er war Bootskapitän in Paamiut, als er 1967 für eine Legislaturperiode bis 1971 in den grönländischen Landesrat gewählt wurde. Anschließend wurde er nicht wiedergewählt.